# Nunataki Tjutcheva
Nunataki Tjutcheva är en nunatak i Antarktis. Den ligger i Östantarktis. Argentina och Storbritannien gör anspråk på området. Toppen på Nunataki Tjutcheva är 1 469 meter över havet.
Terrängen runt Nunataki Tjutcheva är varierad, och sluttar västerut. Trakten är obefolkad. Det finns inga samhällen i närheten.